# Минарет (Дивово)
Минаре́т в посёлке Дивово — архитектурный каприз, единственный объект, сохранивший от усадебного комплекса в посёлке Дивово Рыбновского района Рязанской области.

## История
По мнению рязанских краеведов Г. К. Вагнера и С. В. Чугунова дом с минаретом был построен для графа Ивана Кутайсова. По другим сведениям усадьба была построена участником Бородинского сражения, генерал-майором Николаем Андриановичем Дивовым (сыном Адриана Ивановича Дивова), который в селе Городище (прежнее название посёлка Дивово) рядом с принадлежавшим ему конезаводом выстроил усадьбу, сочетающую архитектурные элементы различных стран.

## Описание
М. Д. Бутурлин так описывает усадебный комплекс: «Городищенский дом состоял в то время из четырёх только комнат <…> а вблизи к нему на не очень высокой горе строился тогда каменный, изящный, но причудливой архитектуры двухэтажный с мезонином дом, представляющий смесь древнерусского стиля с швейцарским шале, и к одному углу дома примыкал высокий минарет, оканчивающийся мусульманскою полулуною, блестящею издалека. <…> Минарет этот был сооружен вследствие сильного впечатления и восторга, произведенных на Дивова константинопольскими мечетями, наподобие каковых городищенский минарет имеет под своим шпилем балкон вокруг всей башни…». В настоящее время от усадебного комплекса сохранилась лишь часть кладки основного здания и полуразрушенный минарет.